# Tour de Slovénie 2023
 (mai 2025).
Le Tour de Slovénie 2023 est la 29e édition de cette course cycliste sur route masculine. Il a lieu du 14 au 18 juin 2023 en Slovénie. La course fait partie du calendrier UCI ProSeries 2023 en catégorie 2.Pro.

## Présentation

### Parcours
La 4e étape entre Ljubljana et Kobarid est l'étape reine du Tour de Slovénie 2023. En fin d'étape, elle grimpe deux fois le col de Kolovrat et le second passage au sommet se situe à une quinzaine de kilomètres de l'arrivée.

### Équipes
| WorldTeams (4)- Bahrain Victorious - Bora-Hansgrohe - Team Jayco AlUla - UAE Team Emirates ProTeams (10)- Bingoal WB - Caja Rural-Seguros RGA - Eolo-Kometa - Equipo Kern Pharma - Euskaltel-Euskadi - Green Project-Bardiani CSF-Faizanè - Human Powered Health - Q36.5 Pro Cycling Team - Team Corratec-Selle Italia - Tudor Pro Cycling Team Équipes continentales (5)- Adria Mobil - Cycling Team Kranj - Ljubljana Gusto Santic - RRK Group-Pierre Baguette-Benzinol - Team Vorarlberg Équipe nationale- Slovénie |
| |

## Étapes
| Étape     | Date    | Villes étapes           | type              | Distance (km) | Dénivelé (m) | Vainqueur d'étape | Leader du classement général |
| --------- | ------- | ----------------------- | ----------------- | ------------- | ------------ | ----------------- | ---------------------------- |
| 1re étape | 14 juin | Celje – Rogaska Slatina | étape vallonnée   | 188,6         | 2 382 m      | Dylan Groenewegen | Dylan Groenewegen            |
| 2e étape  | 15 juin | Žalec – Ormož           | étape vallonnée   | 163,1         | 1 378 m      | Dylan Groenewegen | Dylan Groenewegen            |
| 3e étape  | 16 juin | Grosuplje – Postojna    | étape vallonnée   | 173,4         | 2 483 m      | Ide Schelling     | Dylan Groenewegen            |
| 4e étape  | 17 juin | Ljubljana – Kobarid     | étape de montagne | 165,6         | 3 623 m      | Jesús David Peña  | Filippo Zana                 |
| 5e étape  | 18 juin | Vrhnika – Novo Mesto    | étape vallonnée   | 142,6         | 1 651 m      | Matej Mohorič     | Filippo Zana                 |

## Déroulement de la course

### 1reétape
| \| Classement de l'étape \| Classement de l'étape \| Classement de l'étape \| Classement de l'étape \| Classement de l'étape \| \| Coureur \| Coureur \| Pays \| Équipe \| Temps \| \| --------------------- \| --------------------- \| --------------------- \| ---------------------- \| --------------------- \| \| 1er \| Dylan Groenewegen \| Pays-Bas \| Team Jayco AlUla \| 4 h 33 min 23 s \| \| 2e \| Phil Bauhaus \| Allemagne \| Bahrain Victorious \| + 0 s \| \| 3e \| Matteo Moschetti \| Italie \| Q36.5 Pro Cycling Team \| + 0 s \| \| 4e \| Stanisław Aniołkowski \| Pologne \| Human Powered Health \| + 0 s \| \| 5e \| David González López \| Espagne \| Caja Rural-Seguros RGA \| + 0 s \| \| 6e \| Ide Schelling \| Pays-Bas \| Bora-Hansgrohe \| + 0 s \| \| 7e \| Nils Brun \| Suisse \| Tudor Pro Cycling Team \| + 0 s \| \| 8e \| Jon Barrenetxea \| Espagne \| Caja Rural-Seguros RGA \| + 0 s \| \| 9e \| Fernando Barceló \| Espagne \| Caja Rural-Seguros RGA \| + 0 s \| \| 10e \| Carlos Canal \| Espagne \| Euskaltel-Euskadi \| + 0 s \| |                       |           |                        |                 |
| |                       |           |                        |                 |
| Source : ProCyclingStats |                       |           |                        |                 |
| Classement de l'étape |                       |           |                        |                 |
| Coureur | Coureur               | Pays      | Équipe                 | Temps           |
| 1er | Dylan Groenewegen     | Pays-Bas  | Team Jayco AlUla       | 4 h 33 min 23 s |
| 2e | Phil Bauhaus          | Allemagne | Bahrain Victorious     | + 0 s           |
| 3e | Matteo Moschetti      | Italie    | Q36.5 Pro Cycling Team | + 0 s           |
| 4e | Stanisław Aniołkowski | Pologne   | Human Powered Health   | + 0 s           |
| 5e | David González López  | Espagne   | Caja Rural-Seguros RGA | + 0 s           |
| 6e | Ide Schelling         | Pays-Bas  | Bora-Hansgrohe         | + 0 s           |
| 7e | Nils Brun             | Suisse    | Tudor Pro Cycling Team | + 0 s           |
| 8e | Jon Barrenetxea       | Espagne   | Caja Rural-Seguros RGA | + 0 s           |
| 9e | Fernando Barceló      | Espagne   | Caja Rural-Seguros RGA | + 0 s           |
| 10e | Carlos Canal          | Espagne   | Euskaltel-Euskadi      | + 0 s           |

| \| Classement général \| Classement général \| Classement général \| Classement général \| Classement général \| \| Coureur \| Coureur \| Pays \| Équipe \| Temps \| \| ------------------ \| ------------------ \| ------------------ \| ---------------------- \| ------------------ \| \| 1er \| Dylan Groenewegen \| Pays-Bas \| Team Jayco AlUla \| 4 h 33 min 13 s \| \| 2e \| Phil Bauhaus \| Allemagne \| Bahrain Victorious \| + 4 s \| \| 3e \| Matteo Moschetti \| Italie \| Q36.5 Pro Cycling Team \| + 6 s \| \| 4e \| Andrea Garosio \| Italie \| Eolo-Kometa \| + 7 s \| \| 5e \| Raúl García Pierna \| Espagne \| Equipo Kern Pharma \| + 8 s \| \| 6e \| Diego Ulissi \| Italie \| UAE Team Emirates \| + 9 s \| \| 7e \| Matej Mohorič \| Slovénie \| Bahrain Victorious \| + 10 s \| \| 8e \| Pirmin Benz \| Allemagne \| Team Vorarlberg \| + 10 s \| \| 9e \| Michal Schlegel \| Tchéquie \| Caja Rural-Seguros RGA \| + 10 s \| \| 10e \| Unai Iribar \| Espagne \| Euskaltel-Euskadi \| + 10 s \| |                    |           |                        |                 |
| |                    |           |                        |                 |
| Source : ProCyclingStats |                    |           |                        |                 |
| Classement général |                    |           |                        |                 |
| Coureur | Coureur            | Pays      | Équipe                 | Temps           |
| 1er | Dylan Groenewegen  | Pays-Bas  | Team Jayco AlUla       | 4 h 33 min 13 s |
| 2e | Phil Bauhaus       | Allemagne | Bahrain Victorious     | + 4 s           |
| 3e | Matteo Moschetti   | Italie    | Q36.5 Pro Cycling Team | + 6 s           |
| 4e | Andrea Garosio     | Italie    | Eolo-Kometa            | + 7 s           |
| 5e | Raúl García Pierna | Espagne   | Equipo Kern Pharma     | + 8 s           |
| 6e | Diego Ulissi       | Italie    | UAE Team Emirates      | + 9 s           |
| 7e | Matej Mohorič      | Slovénie  | Bahrain Victorious     | + 10 s          |
| 8e | Pirmin Benz        | Allemagne | Team Vorarlberg        | + 10 s          |
| 9e | Michal Schlegel    | Tchéquie  | Caja Rural-Seguros RGA | + 10 s          |
| 10e | Unai Iribar        | Espagne   | Euskaltel-Euskadi      | + 10 s          |

### 2eétape
| \| Classement de l'étape \| Classement de l'étape \| Classement de l'étape \| Classement de l'étape \| Classement de l'étape \| \| Coureur \| Coureur \| Pays \| Équipe \| Temps \| \| --------------------- \| --------------------- \| --------------------- \| ---------------------------------- \| --------------------- \| \| 1er \| Dylan Groenewegen \| Pays-Bas \| Team Jayco AlUla \| 3 h 49 min 39 s \| \| 2e \| Matteo Moschetti \| Italie \| Q36.5 Pro Cycling Team \| + 0 s \| \| 3e \| Phil Bauhaus \| Allemagne \| Bahrain Victorious \| + 0 s \| \| 4e \| David González López \| Espagne \| Caja Rural-Seguros RGA \| + 0 s \| \| 5e \| Robin Froidevaux \| Suisse \| Tudor Pro Cycling Team \| + 0 s \| \| 6e \| Pau Miquel \| Espagne \| Equipo Kern Pharma \| + 0 s \| \| 7e \| Ide Schelling \| Pays-Bas \| Bora-Hansgrohe \| + 0 s \| \| 8e \| Luca Colnaghi \| Italie \| Green Project-Bardiani CSF-Faizanè \| + 0 s \| \| 9e \| Fernando Barceló \| Espagne \| Caja Rural-Seguros RGA \| + 0 s \| \| 10e \| Martin Marcellusi \| Italie \| Green Project-Bardiani CSF-Faizanè \| + 0 s \| |                      |           |                                    |                 |
| |                      |           |                                    |                 |
| Source : ProCyclingStats |                      |           |                                    |                 |
| Classement de l'étape |                      |           |                                    |                 |
| Coureur | Coureur              | Pays      | Équipe                             | Temps           |
| 1er | Dylan Groenewegen    | Pays-Bas  | Team Jayco AlUla                   | 3 h 49 min 39 s |
| 2e | Matteo Moschetti     | Italie    | Q36.5 Pro Cycling Team             | + 0 s           |
| 3e | Phil Bauhaus         | Allemagne | Bahrain Victorious                 | + 0 s           |
| 4e | David González López | Espagne   | Caja Rural-Seguros RGA             | + 0 s           |
| 5e | Robin Froidevaux     | Suisse    | Tudor Pro Cycling Team             | + 0 s           |
| 6e | Pau Miquel           | Espagne   | Equipo Kern Pharma                 | + 0 s           |
| 7e | Ide Schelling        | Pays-Bas  | Bora-Hansgrohe                     | + 0 s           |
| 8e | Luca Colnaghi        | Italie    | Green Project-Bardiani CSF-Faizanè | + 0 s           |
| 9e | Fernando Barceló     | Espagne   | Caja Rural-Seguros RGA             | + 0 s           |
| 10e | Martin Marcellusi    | Italie    | Green Project-Bardiani CSF-Faizanè | + 0 s           |

| \| Classement général \| Classement général \| Classement général \| Classement général \| Classement général \| \| Coureur \| Coureur \| Pays \| Équipe \| Temps \| \| ------------------ \| -------------------- \| ------------------ \| ---------------------------------- \| ------------------ \| \| 1er \| Dylan Groenewegen \| Pays-Bas \| Team Jayco AlUla \| 8 h 22 min 42 s \| \| 2e \| Matteo Moschetti \| Italie \| Q36.5 Pro Cycling Team \| + 10 s \| \| 3e \| Phil Bauhaus \| Allemagne \| Bahrain Victorious \| + 10 s \| \| 4e \| Raúl García Pierna \| Espagne \| Equipo Kern Pharma \| + 18 s \| \| 5e \| Diego Ulissi \| Italie \| UAE Team Emirates \| + 19 s \| \| 6e \| David González López \| Espagne \| Caja Rural-Seguros RGA \| + 20 s \| \| 7e \| Robin Froidevaux \| Suisse \| Tudor Pro Cycling Team \| + 20 s \| \| 8e \| Ide Schelling \| Pays-Bas \| Bora-Hansgrohe \| + 20 s \| \| 9e \| Fernando Barceló \| Espagne \| Caja Rural-Seguros RGA \| + 20 s \| \| 10e \| Luca Colnaghi \| Italie \| Green Project-Bardiani CSF-Faizanè \| + 20 s \| |                      |           |                                    |                 |
| |                      |           |                                    |                 |
| Source : ProCyclingStats |                      |           |                                    |                 |
| Classement général |                      |           |                                    |                 |
| Coureur | Coureur              | Pays      | Équipe                             | Temps           |
| 1er | Dylan Groenewegen    | Pays-Bas  | Team Jayco AlUla                   | 8 h 22 min 42 s |
| 2e | Matteo Moschetti     | Italie    | Q36.5 Pro Cycling Team             | + 10 s          |
| 3e | Phil Bauhaus         | Allemagne | Bahrain Victorious                 | + 10 s          |
| 4e | Raúl García Pierna   | Espagne   | Equipo Kern Pharma                 | + 18 s          |
| 5e | Diego Ulissi         | Italie    | UAE Team Emirates                  | + 19 s          |
| 6e | David González López | Espagne   | Caja Rural-Seguros RGA             | + 20 s          |
| 7e | Robin Froidevaux     | Suisse    | Tudor Pro Cycling Team             | + 20 s          |
| 8e | Ide Schelling        | Pays-Bas  | Bora-Hansgrohe                     | + 20 s          |
| 9e | Fernando Barceló     | Espagne   | Caja Rural-Seguros RGA             | + 20 s          |
| 10e | Luca Colnaghi        | Italie    | Green Project-Bardiani CSF-Faizanè | + 20 s          |

### 3eétape
| \| Classement de l'étape \| Classement de l'étape \| Classement de l'étape \| Classement de l'étape \| Classement de l'étape \| \| Coureur \| Coureur \| Pays \| Équipe \| Temps \| \| --------------------- \| --------------------- \| --------------------- \| ---------------------- \| --------------------- \| \| 1er \| Ide Schelling \| Pays-Bas \| Bora-Hansgrohe \| 4 h 08 min 42 s \| \| 2e \| Luka Mezgec \| Slovénie \| Team Jayco AlUla \| + 0 s \| \| 3e \| Robin Froidevaux \| Suisse \| Tudor Pro Cycling Team \| + 0 s \| \| 4e \| Marco Tizza \| Italie \| Bingoal WB \| + 0 s \| \| 5e \| Rui Oliveira \| Portugal \| UAE Team Emirates \| + 0 s \| \| 6e \| Jaka Primožič \| Slovénie \| Slovénie \| + 0 s \| \| 7e \| Lennert Teugels \| Belgique \| Bingoal WB \| + 0 s \| \| 8e \| Anže Skok \| Slovénie \| Ljubljana Gusto Santic \| + 0 s \| \| 9e \| Floris De Tier \| Belgique \| Bingoal WB \| + 0 s \| \| 10e \| Simon Pellaud \| Suisse \| Tudor Pro Cycling Team \| + 0 s \| |                  |          |                        |                 |
| |                  |          |                        |                 |
| Source : ProCyclingStats |                  |          |                        |                 |
| Classement de l'étape |                  |          |                        |                 |
| Coureur | Coureur          | Pays     | Équipe                 | Temps           |
| 1er | Ide Schelling    | Pays-Bas | Bora-Hansgrohe         | 4 h 08 min 42 s |
| 2e | Luka Mezgec      | Slovénie | Team Jayco AlUla       | + 0 s           |
| 3e | Robin Froidevaux | Suisse   | Tudor Pro Cycling Team | + 0 s           |
| 4e | Marco Tizza      | Italie   | Bingoal WB             | + 0 s           |
| 5e | Rui Oliveira     | Portugal | UAE Team Emirates      | + 0 s           |
| 6e | Jaka Primožič    | Slovénie | Slovénie               | + 0 s           |
| 7e | Lennert Teugels  | Belgique | Bingoal WB             | + 0 s           |
| 8e | Anže Skok        | Slovénie | Ljubljana Gusto Santic | + 0 s           |
| 9e | Floris De Tier   | Belgique | Bingoal WB             | + 0 s           |
| 10e | Simon Pellaud    | Suisse   | Tudor Pro Cycling Team | + 0 s           |

| \| Classement général \| Classement général \| Classement général \| Classement général \| Classement général \| \| Coureur \| Coureur \| Pays \| Équipe \| Temps \| \| ------------------ \| -------------------- \| ------------------ \| ---------------------- \| ------------------ \| \| 1er \| Dylan Groenewegen \| Pays-Bas \| Team Jayco AlUla \| 12 h 31 min 24 s \| \| 2e \| Ide Schelling \| Pays-Bas \| Bora-Hansgrohe \| + 10 s \| \| 3e \| Luka Mezgec \| Slovénie \| Team Jayco AlUla \| + 14 s \| \| 4e \| Robin Froidevaux \| Suisse \| Tudor Pro Cycling Team \| + 16 s \| \| 5e \| Raúl García Pierna \| Espagne \| Equipo Kern Pharma \| + 18 s \| \| 6e \| Diego Ulissi \| Italie \| UAE Team Emirates \| + 19 s \| \| 7e \| Rui Oliveira \| Portugal \| UAE Team Emirates \| + 20 s \| \| 8e \| David González López \| Espagne \| Caja Rural-Seguros RGA \| + 20 s \| \| 9e \| Dylan Hopkins \| Australie \| Ljubljana Gusto Santic \| + 20 s \| \| 10e \| Joel Nicolau \| Espagne \| Caja Rural-Seguros RGA \| + 20 s \| |                      |           |                        |                  |
| |                      |           |                        |                  |
| Source : ProCyclingStats |                      |           |                        |                  |
| Classement général |                      |           |                        |                  |
| Coureur | Coureur              | Pays      | Équipe                 | Temps            |
| 1er | Dylan Groenewegen    | Pays-Bas  | Team Jayco AlUla       | 12 h 31 min 24 s |
| 2e | Ide Schelling        | Pays-Bas  | Bora-Hansgrohe         | + 10 s           |
| 3e | Luka Mezgec          | Slovénie  | Team Jayco AlUla       | + 14 s           |
| 4e | Robin Froidevaux     | Suisse    | Tudor Pro Cycling Team | + 16 s           |
| 5e | Raúl García Pierna   | Espagne   | Equipo Kern Pharma     | + 18 s           |
| 6e | Diego Ulissi         | Italie    | UAE Team Emirates      | + 19 s           |
| 7e | Rui Oliveira         | Portugal  | UAE Team Emirates      | + 20 s           |
| 8e | David González López | Espagne   | Caja Rural-Seguros RGA | + 20 s           |
| 9e | Dylan Hopkins        | Australie | Ljubljana Gusto Santic | + 20 s           |
| 10e | Joel Nicolau         | Espagne   | Caja Rural-Seguros RGA | + 20 s           |

### 4eétape
| \| Classement de l'étape \| Classement de l'étape \| Classement de l'étape \| Classement de l'étape \| Classement de l'étape \| \| Coureur \| Coureur \| Pays \| Équipe \| Temps \| \| --------------------- \| --------------------- \| --------------------- \| ---------------------- \| --------------------- \| \| 1er \| Jesús David Peña \| Colombie \| Team Jayco AlUla \| 4 h 20 min 46 s \| \| 2e \| Filippo Zana \| Italie \| Team Jayco AlUla \| + 17 s \| \| 3e \| Diego Ulissi \| Italie \| UAE Team Emirates \| + 17 s \| \| 4e \| Lorenzo Fortunato \| Italie \| Eolo-Kometa \| + 17 s \| \| 5e \| Giovanni Aleotti \| Italie \| Bora-Hansgrohe \| + 22 s \| \| 6e \| Matej Mohorič \| Slovénie \| Bahrain Victorious \| + 36 s \| \| 7e \| Wout Poels \| Pays-Bas \| Bahrain Victorious \| + 36 s \| \| 8e \| Paul Double \| Royaume-Uni \| Human Powered Health \| + 36 s \| \| 9e \| Matteo Badilatti \| Suisse \| Q36.5 Pro Cycling Team \| + 36 s \| \| 10e \| Ben Zwiehoff \| Allemagne \| Bora-Hansgrohe \| + 39 s \| |                   |             |                        |                 |
| |                   |             |                        |                 |
| Source : ProCyclingStats |                   |             |                        |                 |
| Classement de l'étape |                   |             |                        |                 |
| Coureur | Coureur           | Pays        | Équipe                 | Temps           |
| 1er | Jesús David Peña  | Colombie    | Team Jayco AlUla       | 4 h 20 min 46 s |
| 2e | Filippo Zana      | Italie      | Team Jayco AlUla       | + 17 s          |
| 3e | Diego Ulissi      | Italie      | UAE Team Emirates      | + 17 s          |
| 4e | Lorenzo Fortunato | Italie      | Eolo-Kometa            | + 17 s          |
| 5e | Giovanni Aleotti  | Italie      | Bora-Hansgrohe         | + 22 s          |
| 6e | Matej Mohorič     | Slovénie    | Bahrain Victorious     | + 36 s          |
| 7e | Wout Poels        | Pays-Bas    | Bahrain Victorious     | + 36 s          |
| 8e | Paul Double       | Royaume-Uni | Human Powered Health   | + 36 s          |
| 9e | Matteo Badilatti  | Suisse      | Q36.5 Pro Cycling Team | + 36 s          |
| 10e | Ben Zwiehoff      | Allemagne   | Bora-Hansgrohe         | + 39 s          |

| \| Classement général \| Classement général \| Classement général \| Classement général \| Classement général \| \| Coureur \| Coureur \| Pays \| Équipe \| Temps \| \| ------------------ \| ------------------ \| ------------------ \| -------------------- \| ------------------ \| \| 1er \| Filippo Zana \| Italie \| Team Jayco AlUla \| 16 h 52 min 41 s \| \| 2e \| Diego Ulissi \| Italie \| UAE Team Emirates \| + 1 s \| \| 3e \| Lorenzo Fortunato \| Italie \| Eolo-Kometa \| + 6 s \| \| 4e \| Giovanni Aleotti \| Italie \| Bora-Hansgrohe \| + 11 s \| \| 5e \| Jesús David Peña \| Colombie \| Team Jayco AlUla \| + 12 s \| \| 6e \| Matej Mohorič \| Slovénie \| Bahrain Victorious \| + 22 s \| \| 7e \| Paul Double \| Royaume-Uni \| Human Powered Health \| + 25 s \| \| 8e \| Wout Poels \| Pays-Bas \| Bahrain Victorious \| + 25 s \| \| 9e \| Ben Zwiehoff \| Allemagne \| Bora-Hansgrohe \| + 28 s \| \| 10e \| Jordi López \| Espagne \| Equipo Kern Pharma \| + 51 s \| |                   |             |                      |                  |
| |                   |             |                      |                  |
| Source : ProCyclingStats |                   |             |                      |                  |
| Classement général |                   |             |                      |                  |
| Coureur | Coureur           | Pays        | Équipe               | Temps            |
| 1er | Filippo Zana      | Italie      | Team Jayco AlUla     | 16 h 52 min 41 s |
| 2e | Diego Ulissi      | Italie      | UAE Team Emirates    | + 1 s            |
| 3e | Lorenzo Fortunato | Italie      | Eolo-Kometa          | + 6 s            |
| 4e | Giovanni Aleotti  | Italie      | Bora-Hansgrohe       | + 11 s           |
| 5e | Jesús David Peña  | Colombie    | Team Jayco AlUla     | + 12 s           |
| 6e | Matej Mohorič     | Slovénie    | Bahrain Victorious   | + 22 s           |
| 7e | Paul Double       | Royaume-Uni | Human Powered Health | + 25 s           |
| 8e | Wout Poels        | Pays-Bas    | Bahrain Victorious   | + 25 s           |
| 9e | Ben Zwiehoff      | Allemagne   | Bora-Hansgrohe       | + 28 s           |
| 10e | Jordi López       | Espagne     | Equipo Kern Pharma   | + 51 s           |

### 5eétape
| \| Classement de l'étape \| Classement de l'étape \| Classement de l'étape \| Classement de l'étape \| Classement de l'étape \| \| Coureur \| Coureur \| Pays \| Équipe \| Temps \| \| --------------------- \| --------------------- \| --------------------- \| ---------------------- \| --------------------- \| \| 1er \| Matej Mohorič \| Slovénie \| Bahrain Victorious \| 3 h 07 min 49 s \| \| 2e \| Filippo Zana \| Italie \| Team Jayco AlUla \| + 0 s \| \| 3e \| Luka Mezgec \| Slovénie \| Team Jayco AlUla \| + 16 s \| \| 4e \| Lucas Eriksson \| Suède \| Tudor Pro Cycling Team \| + 16 s \| \| 5e \| Joel Nicolau \| Espagne \| Caja Rural-Seguros RGA \| + 16 s \| \| 6e \| Giovanni Aleotti \| Italie \| Bora-Hansgrohe \| + 16 s \| \| 7e \| Jesús David Peña \| Colombie \| Team Jayco AlUla \| + 16 s \| \| 8e \| Johan Meens \| Belgique \| Bingoal WB \| + 16 s \| \| 9e \| Diego Ulissi \| Italie \| UAE Team Emirates \| + 16 s \| \| 10e \| Ben Zwiehoff \| Allemagne \| Bora-Hansgrohe \| + 16 s \| |                  |           |                        |                 |
| |                  |           |                        |                 |
| Source : ProCyclingStats |                  |           |                        |                 |
| Classement de l'étape |                  |           |                        |                 |
| Coureur | Coureur          | Pays      | Équipe                 | Temps           |
| 1er | Matej Mohorič    | Slovénie  | Bahrain Victorious     | 3 h 07 min 49 s |
| 2e | Filippo Zana     | Italie    | Team Jayco AlUla       | + 0 s           |
| 3e | Luka Mezgec      | Slovénie  | Team Jayco AlUla       | + 16 s          |
| 4e | Lucas Eriksson   | Suède     | Tudor Pro Cycling Team | + 16 s          |
| 5e | Joel Nicolau     | Espagne   | Caja Rural-Seguros RGA | + 16 s          |
| 6e | Giovanni Aleotti | Italie    | Bora-Hansgrohe         | + 16 s          |
| 7e | Jesús David Peña | Colombie  | Team Jayco AlUla       | + 16 s          |
| 8e | Johan Meens      | Belgique  | Bingoal WB             | + 16 s          |
| 9e | Diego Ulissi     | Italie    | UAE Team Emirates      | + 16 s          |
| 10e | Ben Zwiehoff     | Allemagne | Bora-Hansgrohe         | + 16 s          |

## Classements finals

### Classement général
| \| Classement général \| Classement général \| Classement général \| Classement général \| Classement général \| \| Coureur \| Coureur \| Pays \| Équipe \| Temps \| \| ------------------ \| ------------------ \| ------------------ \| -------------------- \| ------------------ \| \| 1er \| Filippo Zana \| Italie \| Team Jayco AlUla \| 20 h 00 min 24 s \| \| 2e \| Matej Mohorič \| Slovénie \| Bahrain Victorious \| + 18 s \| \| 3e \| Diego Ulissi \| Italie \| UAE Team Emirates \| + 23 s \| \| 4e \| Giovanni Aleotti \| Italie \| Bora-Hansgrohe \| + 33 s \| \| 5e \| Jesús David Peña \| Colombie \| Team Jayco AlUla \| + 34 s \| \| 6e \| Lorenzo Fortunato \| Italie \| Eolo-Kometa \| + 46 s \| \| 7e \| Ben Zwiehoff \| Allemagne \| Bora-Hansgrohe \| + 50 s \| \| 8e \| Paul Double \| Royaume-Uni \| Human Powered Health \| + 1 min 05 s \| \| 9e \| Wout Poels \| Pays-Bas \| Bahrain Victorious \| + 1 min 05 s \| \| 10e \| Jordi López \| Espagne \| Equipo Kern Pharma \| + 1 min 31 s \| |                   |             |                      |                  |
| |                   |             |                      |                  |
| Source : ProCyclingStats |                   |             |                      |                  |
| Classement général |                   |             |                      |                  |
| Coureur | Coureur           | Pays        | Équipe               | Temps            |
| 1er | Filippo Zana      | Italie      | Team Jayco AlUla     | 20 h 00 min 24 s |
| 2e | Matej Mohorič     | Slovénie    | Bahrain Victorious   | + 18 s           |
| 3e | Diego Ulissi      | Italie      | UAE Team Emirates    | + 23 s           |
| 4e | Giovanni Aleotti  | Italie      | Bora-Hansgrohe       | + 33 s           |
| 5e | Jesús David Peña  | Colombie    | Team Jayco AlUla     | + 34 s           |
| 6e | Lorenzo Fortunato | Italie      | Eolo-Kometa          | + 46 s           |
| 7e | Ben Zwiehoff      | Allemagne   | Bora-Hansgrohe       | + 50 s           |
| 8e | Paul Double       | Royaume-Uni | Human Powered Health | + 1 min 05 s     |
| 9e | Wout Poels        | Pays-Bas    | Bahrain Victorious   | + 1 min 05 s     |
| 10e | Jordi López       | Espagne     | Equipo Kern Pharma   | + 1 min 31 s     |

### Classement de la montagne
| Classement de la montagne | Classement de la montagne | Classement de la montagne | Classement de la montagne          | Classement de la montagne |
| Coureur                   | Coureur                   | Pays                      | Équipe                             | Points                    |
| ------------------------- | ------------------------- | ------------------------- | ---------------------------------- | ------------------------- |
| 1er                       | Samuele Zoccarato         | Italie                    | Green Project-Bardiani CSF-Faizanè | 16 pts                    |
| 2e                        | Filippo Zana              | Italie                    | Team Jayco AlUla                   | 12 pts                    |
| 3e                        | Jesús David Peña          | Colombie                  | Team Jayco AlUla                   | 10 pts                    |
| 4e                        | Colin Stüssi              | Suisse                    | Team Vorarlberg                    | 8 pts                     |
| 5e                        | Lukas Meiler              | Allemagne                 | Team Vorarlberg                    | 7 pts                     |
| 6e                        | Giovanni Aleotti          | Italie                    | Bora-Hansgrohe                     | 6 pts                     |
| 7e                        | Ben Zwiehoff              | Allemagne                 | Bora-Hansgrohe                     | 6 pts                     |
| 8e                        | Matteo Badilatti          | Suisse                    | Q36.5 Pro Cycling Team             | 6 pts                     |
| 9e                        | Diego Ulissi              | Italie                    | UAE Team Emirates                  | 4 pts                     |
| 10e                       | Paul Double               | Royaume-Uni               | Human Powered Health               | 4 pts                     |

### Classement par points
| Classement par points | Classement par points | Classement par points | Classement par points  | Classement par points |
| Coureur               | Coureur               | Pays                  | Équipe                 | Points                |
| --------------------- | --------------------- | --------------------- | ---------------------- | --------------------- |
| 1er                   | Ide Schelling         | Pays-Bas              | Bora-Hansgrohe         | 54 pts                |
| 2e                    | Robin Froidevaux      | Suisse                | Tudor Pro Cycling Team | 42 pts                |
| 3e                    | Matej Mohorič         | Slovénie              | Bahrain Victorious     | 40 pts                |
| 4e                    | Filippo Zana          | Italie                | Team Jayco AlUla       | 40 pts                |
| 5e                    | Luka Mezgec           | Slovénie              | Team Jayco AlUla       | 38 pts                |
| 6e                    | Phil Bauhaus          | Allemagne             | Bahrain Victorious     | 36 pts                |
| 7e                    | Matteo Moschetti      | Italie                | Q36.5 Pro Cycling Team | 36 pts                |
| 8e                    | Jesús David Peña      | Colombie              | Team Jayco AlUla       | 34 pts                |
| 9e                    | David González López  | Espagne               | Caja Rural-Seguros RGA | 26 pts                |
| 10e                   | Diego Ulissi          | Italie                | UAE Team Emirates      | 24 pts                |

### Classement du meilleur jeune
| Classement du meilleur jeune | Classement du meilleur jeune | Classement du meilleur jeune | Classement du meilleur jeune       | Classement du meilleur jeune |
| Coureur                      | Coureur                      | Pays                         | Équipe                             | Temps                        |
| ---------------------------- | ---------------------------- | ---------------------------- | ---------------------------------- | ---------------------------- |
| 1er                          | Raúl García Pierna           | Espagne                      | Equipo Kern Pharma                 | 20 h 02 min 58 s             |
| 2e                           | Marcel Camprubí              | Espagne                      | Q36.5 Pro Cycling Team             | + 1 min 10 s                 |
| 3e                           | Embret Svestad-Bårdseng      | Norvège                      | Human Powered Health               | + 5 min 17 s                 |
| 4e                           | Gal Glivar                   | Slovénie                     | Adria Mobil                        | + 18 min 26 s                |
| 5e                           | Dylan Hopkins                | Australie                    | Ljubljana Gusto Santic             | + 18 min 55 s                |
| 6e                           | Fabio Christen               | Suisse                       | Q36.5 Pro Cycling Team             | + 19 min 25 s                |
| 7e                           | Martin Voltr                 | Tchéquie                     | RRK Group-Pierre Baguette-Benzinol | + 20 min 15 s                |
| 8e                           | Nicolò Buratti               | Italie                       | Bahrain Victorious                 | + 20 min 36 s                |
| 9e                           | Natan Gregorčič              | Slovénie                     | Ljubljana Gusto Santic             | + 27 min 25 s                |
| 10e                          | Daniel Vysočan               | Tchéquie                     | RRK Group-Pierre Baguette-Benzinol | + 27 min 54 s                |

## Évolution des classements
| Étape | Vainqueur         | Classement général | Classement par points | Classement de la montagne | Classement du meilleur jeune | Classement par équipe  |
| ----- | ----------------- | ------------------ | --------------------- | ------------------------- | ---------------------------- | ---------------------- |
| 1     | Dylan Groenewegen | Dylan Groenewegen  | Dylan Groenewegen     | Andrea Garosio            | Raúl García Pierna           | Caja Rural-Seguros RGA |
| 2     | Dylan Groenewegen | Dylan Groenewegen  | Dylan Groenewegen     | Giovanni Aleotti          | Raúl García Pierna           | Caja Rural-Seguros RGA |
| 3     | Ide Schelling     | Dylan Groenewegen  | Dylan Groenewegen     | Viktor Potočki            | Raúl García Pierna           | Caja Rural-Seguros RGA |
| 4     | Jesús David Peña  | Filippo Zana       | Ide Schelling         | Samuele Zoccarato         | Raúl García Pierna           | Kern Pharma            |
| 5     | Matej Mohorič     | Filippo Zana       | Ide Schelling         | Samuele Zoccarato         | Raúl García Pierna           | Kern Pharma            |
| Final | Final             | Filippo Zana       | Ide Schelling         | Samuele Zoccarato         | Raúl García Pierna           | Kern Pharma            |

## Liste des participants
| UAE Team Emirates UAD | UAE Team Emirates UAD  | UAE Team Emirates UAD |
| --------------------- | ---------------------- | --------------------- |
| Num                   | Coureur                | Pos                   |
| 1                     | Rui Oliveira (POR)     | 70e                   |
| 2                     | Felix Groß (GER)       | AB-4                  |
| 3                     | Álvaro Hodeg (COL)     | AB-5                  |
| 4                     | Sebastián Molano (COL) | AB-4                  |
| 5                     | Domen Novak (SLO)      | 29e                   |
| 6                     | Diego Ulissi (ITA)     | 3e                    |
| 7                     | Tim Wellens (BEL)      | 91e                   |

| Bora-Hansgrohe BOH | Bora-Hansgrohe BOH     | Bora-Hansgrohe BOH |
| ------------------ | ---------------------- | ------------------ |
| Num                | Coureur                | Pos                |
| 11                 | Giovanni Aleotti (ITA) | 4e                 |
| 12                 | Shane Archbold (NZL)   | 102e               |
| 13                 | Cesare Benedetti (POL) | 62e                |
| 14                 | Florian Lipowitz (GER) | NP-4               |
| 15                 | Luis-Joe Lührs (GER)   | 76e                |
| 16                 | Ide Schelling (NED)    | 52e                |
| 17                 | Ben Zwiehoff (GER)     | 7e                 |

| Team Jayco AlUla JAY | Team Jayco AlUla JAY       | Team Jayco AlUla JAY |
| -------------------- | -------------------------- | -------------------- |
| Num                  | Coureur                    | Pos                  |
| 21                   | Alessandro De Marchi (ITA) | 105e                 |
| 22                   | Dylan Groenewegen (NED)    | NP-5                 |
| 23                   | Lucas Hamilton (AUS)       | 106e                 |
| 24                   | Luka Mezgec (SLO)          | 51e                  |
| 25                   | Jesús David Peña (COL)     | 5e                   |
| 26                   | Lukas Pöstlberger (AUT)    | 61e                  |
| 27                   | Filippo Zana (ITA) (route) | 1er                  |

| Bahrain Victorious TBV | Bahrain Victorious TBV | Bahrain Victorious TBV |
| ---------------------- | ---------------------- | ---------------------- |
| Num                    | Coureur                | Pos                    |
| 31                     | Phil Bauhaus (GER)     | 90e                    |
| 32                     | Nicolò Buratti (ITA)   | 50e                    |
| 33                     | Matej Mohorič (SLO)    | 2e                     |
| 34                     | Dušan Rajović (SRB)    | 92e                    |
| 35                     | Cameron Scott (AUS)    | 88e                    |
| 36                     | Wout Poels (NED)       | 9e                     |

| Human Powered Health HPM | Human Powered Health HPM       | Human Powered Health HPM |
| ------------------------ | ------------------------------ | ------------------------ |
| Num                      | Coureur                        | Pos                      |
| 41                       | Kristian Aasvold (NOR)         | 39e                      |
| 42                       | Stanisław Aniołkowski (POL)    | NP-2                     |
| 43                       | Alan Banaszek (POL)            | AB-4                     |
| 44                       | Charles-Étienne Chrétien (CAN) | 82e                      |
| 45                       | Paul Double (GBR)              | 8e                       |
| 46                       | Sebastian Schönberger (AUT)    | 18e                      |
| 47                       | Embret Svestad-Bårdseng (NOR)  | 27e                      |

| Eolo-Kometa EOK | Eolo-Kometa EOK           | Eolo-Kometa EOK |
| --------------- | ------------------------- | --------------- |
| Num             | Coureur                   | Pos             |
| 51              | Davide Bais (ITA)         | 36e             |
| 52              | Alessandro Fancellu (ITA) | 57e             |
| 53              | Lorenzo Fortunato (ITA)   | 6e              |
| 54              | Andrea Garosio (ITA)      | 37e             |
| 55              | Álex Martín (ESP)         | 99e             |
| 56              | Davide Piganzoli (ITA)    | NP-3            |
| 57              | Fernando Tercero (ESP)    | NP-2            |

| Bingoal WB BWB | Bingoal WB BWB            | Bingoal WB BWB |
| -------------- | ------------------------- | -------------- |
| Num            | Coureur                   | Pos            |
| 61             | Louis Blouwe (BEL)        | 81e            |
| 62             | Floris De Tier (BEL)      | 17e            |
| 63             | Johan Meens (BEL)         | 41e            |
| 64             | Dimitri Peyskens (BEL)    | 54e            |
| 65             | Lennert Teugels (BEL)     | 28e            |
| 66             | Marco Tizza (ITA)         | 55e            |
| 67             | Aaron Van der Beken (BEL) | 73e            |

| Green Project-Bardiani CSF-Faizanè BCF | Green Project-Bardiani CSF-Faizanè BCF | Green Project-Bardiani CSF-Faizanè BCF |
| -------------------------------------- | -------------------------------------- | -------------------------------------- |
| Num                                    | Coureur                                | Pos                                    |
| 71                                     | Luca Colnaghi (ITA)                    | 71e                                    |
| 72                                     | Davide Gabburo (ITA)                   | 26e                                    |
| 73                                     | Martin Marcellusi (ITA)                | 13e                                    |
| 74                                     | Alessandro Santaromita (ITA)           | NP-5                                   |
| 75                                     | Alex Tolio (ITA)                       | 16e                                    |
| 76                                     | Alessandro Tonelli (ITA)               | 34e                                    |
| 77                                     | Samuele Zoccarato (ITA)                | 58e                                    |

| Euskaltel-Euskadi EUS | Euskaltel-Euskadi EUS          | Euskaltel-Euskadi EUS |
| --------------------- | ------------------------------ | --------------------- |
| Num                   | Coureur                        | Pos                   |
| 81                    | Xabier Mikel Azparren (ESP)    | NP-5                  |
| 82                    | Carlos Canal (ESP)             | NP-5                  |
| 83                    | Unai Iribar (ESP)              | NP-5                  |
| 84                    | Xabier Isasa (ESP)             | NP-5                  |
| 85                    | Txomin Juaristi (ESP)          | NP-5                  |
| 86                    | Andoni López de Abetxuko (ESP) | NP-5                  |
| 87                    | Gotzon Martín (ESP)            | NP-5                  |

| Team Corratec-Selle Italia COR | Team Corratec-Selle Italia COR | Team Corratec-Selle Italia COR |
| ------------------------------ | ------------------------------ | ------------------------------ |
| Num                            | Coureur                        | Pos                            |
| 91                             | Matteo Amella (ITA)            | 77e                            |
| 92                             | Davide Baldaccini (ITA)        | 32e                            |
| 93                             | Nicolas Dalla Valle (ITA)      | AB-4                           |
| 94                             | Alessandro Iacchi (ITA)        | 84e                            |
| 95                             | Marco Murgano (ITA)            | AB-5                           |
| 96                             | Veljko Stojnić (SRB)           | AB-5                           |
| 97                             | Karel Vacek (CZE)              | 49e                            |

| Equipo Kern Pharma EKP | Equipo Kern Pharma EKP   | Equipo Kern Pharma EKP |
| ---------------------- | ------------------------ | ---------------------- |
| Num                    | Coureur                  | Pos                    |
| 101                    | Urko Berrade (ESP)       | 22e                    |
| 102                    | Héctor Carretero (ESP)   | 89e                    |
| 103                    | Raúl García Pierna (ESP) | 14e                    |
| 104                    | Jordi López (ESP)        | 10e                    |
| 105                    | Martí Márquez (ESP)      | 40e                    |
| 106                    | Mikel Retegi (ESP)       | 86e                    |
| 107                    | Pau Miquel (ESP)         | 30e                    |

| Q36.5 Pro Cycling Team Q36 | Q36.5 Pro Cycling Team Q36 | Q36.5 Pro Cycling Team Q36 |
| -------------------------- | -------------------------- | -------------------------- |
| Num                        | Coureur                    | Pos                        |
| 111                        | Negasi Abreha (ETH)        | 44e                        |
| 112                        | Matteo Badilatti (SUI)     | 11e                        |
| 113                        | Marcel Camprubí (ESP)      | 19e                        |
| 114                        | Fabio Christen (SUI)       | 46e                        |
| 115                        | Tom Devriendt (BEL)        | 79e                        |
| 116                        | Alessandro Fedeli (ITA)    | 67e                        |
| 117                        | Matteo Moschetti (ITA)     | 104e                       |

| Caja Rural-Seguros RGA CJR | Caja Rural-Seguros RGA CJR | Caja Rural-Seguros RGA CJR |
| -------------------------- | -------------------------- | -------------------------- |
| Num                        | Coureur                    | Pos                        |
| 121                        | Fernando Barceló (ESP)     | 21e                        |
| 122                        | Jon Barrenetxea (ESP)      | 33e                        |
| 123                        | Jefferson Cepeda (ECU)     | 38e                        |
| 124                        | David González López (ESP) | 45e                        |
| 125                        | Joel Nicolau (ESP)         | 24e                        |
| 126                        | Eduard Prades (ESP)        | AB-4                       |
| 127                        | Michal Schlegel (CZE)      | 23e                        |

| Tudor Pro Cycling Team TUD | Tudor Pro Cycling Team TUD     | Tudor Pro Cycling Team TUD |
| -------------------------- | ------------------------------ | -------------------------- |
| Num                        | Coureur                        | Pos                        |
| 131                        | Nils Brun (SUI)                | 25e                        |
| 132                        | Aloïs Charrin (FRA)            | 47e                        |
| 133                        | Luc Wirtgen (LUX)              | 63e                        |
| 134                        | Lucas Eriksson (SWE) (route)   | 35e                        |
| 135                        | Petr Kelemen (CZE)             | 59e                        |
| 136                        | Simon Pellaud (SUI)            | 31e                        |
| 137                        | Robin Froidevaux (SUI) (route) | 53e                        |

| Adria Mobil ADR | Adria Mobil ADR              | Adria Mobil ADR |
| --------------- | ---------------------------- | --------------- |
| Num             | Coureur                      | Pos             |
| 141             | Tilen Finkšt (SLO)           | 83e             |
| 142             | Gal Glivar (SLO)             | 42e             |
| 143             | Kristjan Hočevar (SLO)       | 56e             |
| 144             | Aljaž Jarc (SLO)             | 85e             |
| 145             | Dimitar Jovanoski            | 78e             |
| 146             | Kristjan Koren (SLO) (route) | 80e             |
| 147             | Boštjan Murn (SLO)           | 93e             |

| Cycling Team Kranj CTK | Cycling Team Kranj CTK | Cycling Team Kranj CTK |
| ---------------------- | ---------------------- | ---------------------- |
| Num                    | Coureur                | Pos                    |
| 151                    | Vid Jeromel (SLO)      | 103e                   |
| 152                    | Nejc Komac (SLO)       | 111e                   |
| 153                    | Gašper Otoničar (SLO)  | 72e                    |
| 154                    | Teo Pečnik (SLO)       | 97e                    |
| 155                    | Luka Ziherl (SLO)      | AB-4                   |
| 156                    | Jaka Vovk (SLO)        | 100e                   |

| Ljubljana Gusto Santic LGS | Ljubljana Gusto Santic LGS | Ljubljana Gusto Santic LGS |
| -------------------------- | -------------------------- | -------------------------- |
| Num                        | Coureur                    | Pos                        |
| 161                        | Natan Gregorčič (SLO)      | 65e                        |
| 162                        | Dylan Hopkins (AUS)        | 43e                        |
| 163                        | Jernej Hribar (SLO)        | 108e                       |
| 164                        | Fabijan Kralj (SLO)        | AB-4                       |
| 165                        | Viktor Potočki (CRO)       | AB-4                       |
| 166                        | Anže Skok (SLO)            | 64e                        |
| 167                        | Dan Andrej Tomšič (SLO)    | 110e                       |

| Team Vorarlberg VBG | Team Vorarlberg VBG   | Team Vorarlberg VBG |
| ------------------- | --------------------- | ------------------- |
| Num                 | Coureur               | Pos                 |
| 171                 | Pirmin Benz (GER)     | 87e                 |
| 172                 | Antoine Berlin (MON)  | 66e                 |
| 173                 | Óscar Cabedo (ESP)    | 15e                 |
| 174                 | Jon Knolle (GER)      | 75e                 |
| 175                 | Lukas Meiler (GER)    | 74e                 |
| 176                 | Colin Stüssi (SUI)    | 12e                 |
| 177                 | Moran Vermeulen (AUT) | 95e                 |

| RRK Group-Pierre Baguette-Benzinol RBB | RRK Group-Pierre Baguette-Benzinol RBB | RRK Group-Pierre Baguette-Benzinol RBB |
| -------------------------------------- | -------------------------------------- | -------------------------------------- |
| Num                                    | Coureur                                | Pos                                    |
| 181                                    | Marek Čanecký (SVK)                    | 69e                                    |
| 182                                    | Tomáš Kalojíros (CZE)                  | 94e                                    |
| 183                                    | Christian Haas (SVK)                   | AB-3                                   |
| 184                                    | Andrej Líška (SVK)                     | 109e                                   |
| 185                                    | Martin Gavenda (SVK)                   | AB-3                                   |
| 186                                    | Martin Voltr (CZE)                     | 48e                                    |
| 187                                    | Daniel Vysočan (CZE)                   | 68e                                    |

| Slovénie SLO | Slovénie SLO        | Slovénie SLO |
| ------------ | ------------------- | ------------ |
| Num          | Coureur             | Pos          |
| 191          | Gregor Matija Černe | 98e          |
| 192          | Žiga Horvat         | 60e          |
| 193          | Marko Pavlič        | 96e          |
| 194          | Jaka Primožič       | 20e          |
| 195          | Mihael Štajnar      | 101e         |
| 196          | Luka Vrhovnik       | 107e         |
| 197          | Leon Šarc           | 112e         |

| UAE Team Emirates UAD | UAE Team Emirates UAD  | UAE Team Emirates UAD |
| --------------------- | ---------------------- | --------------------- |
| Num                   | Coureur                | Pos                   |
| 1                     | Rui Oliveira (POR)     | 70e                   |
| 2                     | Felix Groß (GER)       | AB-4                  |
| 3                     | Álvaro Hodeg (COL)     | AB-5                  |
| 4                     | Sebastián Molano (COL) | AB-4                  |
| 5                     | Domen Novak (SLO)      | 29e                   |
| 6                     | Diego Ulissi (ITA)     | 3e                    |
| 7                     | Tim Wellens (BEL)      | 91e                   |

| Bora-Hansgrohe BOH | Bora-Hansgrohe BOH     | Bora-Hansgrohe BOH |
| ------------------ | ---------------------- | ------------------ |
| Num                | Coureur                | Pos                |
| 11                 | Giovanni Aleotti (ITA) | 4e                 |
| 12                 | Shane Archbold (NZL)   | 102e               |
| 13                 | Cesare Benedetti (POL) | 62e                |
| 14                 | Florian Lipowitz (GER) | NP-4               |
| 15                 | Luis-Joe Lührs (GER)   | 76e                |
| 16                 | Ide Schelling (NED)    | 52e                |
| 17                 | Ben Zwiehoff (GER)     | 7e                 |

| Team Jayco AlUla JAY | Team Jayco AlUla JAY       | Team Jayco AlUla JAY |
| -------------------- | -------------------------- | -------------------- |
| Num                  | Coureur                    | Pos                  |
| 21                   | Alessandro De Marchi (ITA) | 105e                 |
| 22                   | Dylan Groenewegen (NED)    | NP-5                 |
| 23                   | Lucas Hamilton (AUS)       | 106e                 |
| 24                   | Luka Mezgec (SLO)          | 51e                  |
| 25                   | Jesús David Peña (COL)     | 5e                   |
| 26                   | Lukas Pöstlberger (AUT)    | 61e                  |
| 27                   | Filippo Zana (ITA) (route) | 1er                  |

| Bahrain Victorious TBV | Bahrain Victorious TBV | Bahrain Victorious TBV |
| ---------------------- | ---------------------- | ---------------------- |
| Num                    | Coureur                | Pos                    |
| 31                     | Phil Bauhaus (GER)     | 90e                    |
| 32                     | Nicolò Buratti (ITA)   | 50e                    |
| 33                     | Matej Mohorič (SLO)    | 2e                     |
| 34                     | Dušan Rajović (SRB)    | 92e                    |
| 35                     | Cameron Scott (AUS)    | 88e                    |
| 36                     | Wout Poels (NED)       | 9e                     |

| Human Powered Health HPM | Human Powered Health HPM       | Human Powered Health HPM |
| ------------------------ | ------------------------------ | ------------------------ |
| Num                      | Coureur                        | Pos                      |
| 41                       | Kristian Aasvold (NOR)         | 39e                      |
| 42                       | Stanisław Aniołkowski (POL)    | NP-2                     |
| 43                       | Alan Banaszek (POL)            | AB-4                     |
| 44                       | Charles-Étienne Chrétien (CAN) | 82e                      |
| 45                       | Paul Double (GBR)              | 8e                       |
| 46                       | Sebastian Schönberger (AUT)    | 18e                      |
| 47                       | Embret Svestad-Bårdseng (NOR)  | 27e                      |

| Eolo-Kometa EOK | Eolo-Kometa EOK           | Eolo-Kometa EOK |
| --------------- | ------------------------- | --------------- |
| Num             | Coureur                   | Pos             |
| 51              | Davide Bais (ITA)         | 36e             |
| 52              | Alessandro Fancellu (ITA) | 57e             |
| 53              | Lorenzo Fortunato (ITA)   | 6e              |
| 54              | Andrea Garosio (ITA)      | 37e             |
| 55              | Álex Martín (ESP)         | 99e             |
| 56              | Davide Piganzoli (ITA)    | NP-3            |
| 57              | Fernando Tercero (ESP)    | NP-2            |

| Bingoal WB BWB | Bingoal WB BWB            | Bingoal WB BWB |
| -------------- | ------------------------- | -------------- |
| Num            | Coureur                   | Pos            |
| 61             | Louis Blouwe (BEL)        | 81e            |
| 62             | Floris De Tier (BEL)      | 17e            |
| 63             | Johan Meens (BEL)         | 41e            |
| 64             | Dimitri Peyskens (BEL)    | 54e            |
| 65             | Lennert Teugels (BEL)     | 28e            |
| 66             | Marco Tizza (ITA)         | 55e            |
| 67             | Aaron Van der Beken (BEL) | 73e            |

| Green Project-Bardiani CSF-Faizanè BCF | Green Project-Bardiani CSF-Faizanè BCF | Green Project-Bardiani CSF-Faizanè BCF |
| -------------------------------------- | -------------------------------------- | -------------------------------------- |
| Num                                    | Coureur                                | Pos                                    |
| 71                                     | Luca Colnaghi (ITA)                    | 71e                                    |
| 72                                     | Davide Gabburo (ITA)                   | 26e                                    |
| 73                                     | Martin Marcellusi (ITA)                | 13e                                    |
| 74                                     | Alessandro Santaromita (ITA)           | NP-5                                   |
| 75                                     | Alex Tolio (ITA)                       | 16e                                    |
| 76                                     | Alessandro Tonelli (ITA)               | 34e                                    |
| 77                                     | Samuele Zoccarato (ITA)                | 58e                                    |

| Euskaltel-Euskadi EUS | Euskaltel-Euskadi EUS          | Euskaltel-Euskadi EUS |
| --------------------- | ------------------------------ | --------------------- |
| Num                   | Coureur                        | Pos                   |
| 81                    | Xabier Mikel Azparren (ESP)    | NP-5                  |
| 82                    | Carlos Canal (ESP)             | NP-5                  |
| 83                    | Unai Iribar (ESP)              | NP-5                  |
| 84                    | Xabier Isasa (ESP)             | NP-5                  |
| 85                    | Txomin Juaristi (ESP)          | NP-5                  |
| 86                    | Andoni López de Abetxuko (ESP) | NP-5                  |
| 87                    | Gotzon Martín (ESP)            | NP-5                  |

| Team Corratec-Selle Italia COR | Team Corratec-Selle Italia COR | Team Corratec-Selle Italia COR |
| ------------------------------ | ------------------------------ | ------------------------------ |
| Num                            | Coureur                        | Pos                            |
| 91                             | Matteo Amella (ITA)            | 77e                            |
| 92                             | Davide Baldaccini (ITA)        | 32e                            |
| 93                             | Nicolas Dalla Valle (ITA)      | AB-4                           |
| 94                             | Alessandro Iacchi (ITA)        | 84e                            |
| 95                             | Marco Murgano (ITA)            | AB-5                           |
| 96                             | Veljko Stojnić (SRB)           | AB-5                           |
| 97                             | Karel Vacek (CZE)              | 49e                            |

| Equipo Kern Pharma EKP | Equipo Kern Pharma EKP   | Equipo Kern Pharma EKP |
| ---------------------- | ------------------------ | ---------------------- |
| Num                    | Coureur                  | Pos                    |
| 101                    | Urko Berrade (ESP)       | 22e                    |
| 102                    | Héctor Carretero (ESP)   | 89e                    |
| 103                    | Raúl García Pierna (ESP) | 14e                    |
| 104                    | Jordi López (ESP)        | 10e                    |
| 105                    | Martí Márquez (ESP)      | 40e                    |
| 106                    | Mikel Retegi (ESP)       | 86e                    |
| 107                    | Pau Miquel (ESP)         | 30e                    |

| Q36.5 Pro Cycling Team Q36 | Q36.5 Pro Cycling Team Q36 | Q36.5 Pro Cycling Team Q36 |
| -------------------------- | -------------------------- | -------------------------- |
| Num                        | Coureur                    | Pos                        |
| 111                        | Negasi Abreha (ETH)        | 44e                        |
| 112                        | Matteo Badilatti (SUI)     | 11e                        |
| 113                        | Marcel Camprubí (ESP)      | 19e                        |
| 114                        | Fabio Christen (SUI)       | 46e                        |
| 115                        | Tom Devriendt (BEL)        | 79e                        |
| 116                        | Alessandro Fedeli (ITA)    | 67e                        |
| 117                        | Matteo Moschetti (ITA)     | 104e                       |

| Caja Rural-Seguros RGA CJR | Caja Rural-Seguros RGA CJR | Caja Rural-Seguros RGA CJR |
| -------------------------- | -------------------------- | -------------------------- |
| Num                        | Coureur                    | Pos                        |
| 121                        | Fernando Barceló (ESP)     | 21e                        |
| 122                        | Jon Barrenetxea (ESP)      | 33e                        |
| 123                        | Jefferson Cepeda (ECU)     | 38e                        |
| 124                        | David González López (ESP) | 45e                        |
| 125                        | Joel Nicolau (ESP)         | 24e                        |
| 126                        | Eduard Prades (ESP)        | AB-4                       |
| 127                        | Michal Schlegel (CZE)      | 23e                        |

| Tudor Pro Cycling Team TUD | Tudor Pro Cycling Team TUD     | Tudor Pro Cycling Team TUD |
| -------------------------- | ------------------------------ | -------------------------- |
| Num                        | Coureur                        | Pos                        |
| 131                        | Nils Brun (SUI)                | 25e                        |
| 132                        | Aloïs Charrin (FRA)            | 47e                        |
| 133                        | Luc Wirtgen (LUX)              | 63e                        |
| 134                        | Lucas Eriksson (SWE) (route)   | 35e                        |
| 135                        | Petr Kelemen (CZE)             | 59e                        |
| 136                        | Simon Pellaud (SUI)            | 31e                        |
| 137                        | Robin Froidevaux (SUI) (route) | 53e                        |

| Adria Mobil ADR | Adria Mobil ADR              | Adria Mobil ADR |
| --------------- | ---------------------------- | --------------- |
| Num             | Coureur                      | Pos             |
| 141             | Tilen Finkšt (SLO)           | 83e             |
| 142             | Gal Glivar (SLO)             | 42e             |
| 143             | Kristjan Hočevar (SLO)       | 56e             |
| 144             | Aljaž Jarc (SLO)             | 85e             |
| 145             | Dimitar Jovanoski            | 78e             |
| 146             | Kristjan Koren (SLO) (route) | 80e             |
| 147             | Boštjan Murn (SLO)           | 93e             |

| Cycling Team Kranj CTK | Cycling Team Kranj CTK | Cycling Team Kranj CTK |
| ---------------------- | ---------------------- | ---------------------- |
| Num                    | Coureur                | Pos                    |
| 151                    | Vid Jeromel (SLO)      | 103e                   |
| 152                    | Nejc Komac (SLO)       | 111e                   |
| 153                    | Gašper Otoničar (SLO)  | 72e                    |
| 154                    | Teo Pečnik (SLO)       | 97e                    |
| 155                    | Luka Ziherl (SLO)      | AB-4                   |
| 156                    | Jaka Vovk (SLO)        | 100e                   |

| Ljubljana Gusto Santic LGS | Ljubljana Gusto Santic LGS | Ljubljana Gusto Santic LGS |
| -------------------------- | -------------------------- | -------------------------- |
| Num                        | Coureur                    | Pos                        |
| 161                        | Natan Gregorčič (SLO)      | 65e                        |
| 162                        | Dylan Hopkins (AUS)        | 43e                        |
| 163                        | Jernej Hribar (SLO)        | 108e                       |
| 164                        | Fabijan Kralj (SLO)        | AB-4                       |
| 165                        | Viktor Potočki (CRO)       | AB-4                       |
| 166                        | Anže Skok (SLO)            | 64e                        |
| 167                        | Dan Andrej Tomšič (SLO)    | 110e                       |

| Team Vorarlberg VBG | Team Vorarlberg VBG   | Team Vorarlberg VBG |
| ------------------- | --------------------- | ------------------- |
| Num                 | Coureur               | Pos                 |
| 171                 | Pirmin Benz (GER)     | 87e                 |
| 172                 | Antoine Berlin (MON)  | 66e                 |
| 173                 | Óscar Cabedo (ESP)    | 15e                 |
| 174                 | Jon Knolle (GER)      | 75e                 |
| 175                 | Lukas Meiler (GER)    | 74e                 |
| 176                 | Colin Stüssi (SUI)    | 12e                 |
| 177                 | Moran Vermeulen (AUT) | 95e                 |

| RRK Group-Pierre Baguette-Benzinol RBB | RRK Group-Pierre Baguette-Benzinol RBB | RRK Group-Pierre Baguette-Benzinol RBB |
| -------------------------------------- | -------------------------------------- | -------------------------------------- |
| Num                                    | Coureur                                | Pos                                    |
| 181                                    | Marek Čanecký (SVK)                    | 69e                                    |
| 182                                    | Tomáš Kalojíros (CZE)                  | 94e                                    |
| 183                                    | Christian Haas (SVK)                   | AB-3                                   |
| 184                                    | Andrej Líška (SVK)                     | 109e                                   |
| 185                                    | Martin Gavenda (SVK)                   | AB-3                                   |
| 186                                    | Martin Voltr (CZE)                     | 48e                                    |
| 187                                    | Daniel Vysočan (CZE)                   | 68e                                    |

| Slovénie SLO | Slovénie SLO        | Slovénie SLO |
| ------------ | ------------------- | ------------ |
| Num          | Coureur             | Pos          |
| 191          | Gregor Matija Černe | 98e          |
| 192          | Žiga Horvat         | 60e          |
| 193          | Marko Pavlič        | 96e          |
| 194          | Jaka Primožič       | 20e          |
| 195          | Mihael Štajnar      | 101e         |
| 196          | Luka Vrhovnik       | 107e         |
| 197          | Leon Šarc           | 112e         |